# Бондарєва Ольга Миколаївна
Ольга Миколаївна Бондарєва (27 квітня 1937, Ленінград, РРФСР, СРСР — 9 грудня 1991, Санкт-Петербург
, СРСР) — радянська математикиня, фахівчиня в галузі теорії ігор. На честь О. М. Бондарєвої названо теорему Бондарєвої — Шеплі.

## Біографія
1954 року вступила на математико-механічний факультет Ленінградського державного університету, в якому пропрацювала згодом все життя.
1963 року захистила в ЛДУ кандидатську дисертацію (з фізико-математичних наук) (науковий керівник — М. М. Воробйов). Докторську дисертацію (д.ф.-м.н.) захистила 1984 року на факультеті обчислювальної математики і кібернетики МДУ .
Від жовтня 1959 до квітня 1972 року працювала молодшою науковою співробітницею, потім доценткою (в галузі дослідження операцій), а потім — старшою науковою співробітницею математико-механічного факультету ЛДУ.
Від червня 1972 до липня 1984 року — старша наукова співробітнця економічного факультету ЛДУ, від липня 1984 до березня 1989 року — старша наукова співробітниця Інституту фізики, а від жовтня 1989 (до смерті) — провідна наукова співробітниця математико-механічного факультету ЛДУ.
Була одружена з Левом Олександровичем Гордоном. У шлюбі виховували двох синів — Максима (нар. 1966) і Григорія (нар. 1974).
Загинула, переходячи вулицю в Санкт-Петербурзі.

## Наукова діяльність
О. М. Бондарєва опублікувала понад 70 наукових робіт з теорії ігор та математики. Входила до редколегії міжнародного журналу «Games and Economic Behavior». Міжнародне визнання отримали її роботи з кооперативної теорії ігор.
Найвідоміший результат Бондарєвої, отриманий ще під час аспірантури, — необхідні і достатні умови непустоти ядра кооперативної гри з трансферабельною корисністю. Він був опублікований у збірнику «Проблеми кібернетики», цілком престижному виданні, яке проте не перекладалось англійською мовою, і не було помічене на Заході. 1967 року аналогічний результат був опублікований Ллойдом Шеплі. Дізнавшись про публікацію Бондарєвої, Шеплі беззастережно визнав її пріоритет, чим забезпечив і загальне його визнання.
У цій теоремі використовується поняття збалансованого покриття, деякий аналог розбиття одиниці в топології. Так називається набір невід'ємних чисел, приписаних кожній коаліції, якщо їх підсумовування за всіма коаліціями, що включають одного (будь-якого) гравця, дає одиницю. Теорема Бондарєвої-Шеплі стверджує, що ядро непусте тоді і тільки тоді, коли для будь-якого збалансованого покриття сума за всіма коаліціями значень характеристичної функції з відповідними вагами не перевищує значення характеристичної функції для повної коаліції. За невеликого числа гравців ця теорема дозволяє практично розібратися до кінця з будь-якою грою. Крім того, вона дозволяє встановити непустоту ядра в деяких класах ігор незалежно від числа гравців, наприклад, в опуклих іграх.
Протягом 1970-х і 1980-х років Бондарєва вивчала властивості теоретико-ігрового домінування, які можна виразити мовою абстрактних бінарних відношень, по суті наслідуючи приклад основоположної монографії фон Неймана і Моргенштерна. Зокрема, вона отримала ряд результатів про збіжність просторів з бінарним відношенням і про кінцеві апроксимації. Вона була також серед тих, хто першими опублікували теорему про існування максимального елемента в ациклічного бінарного відношення з відкритими нижніми контурами на компакті, хоча її замітка, опублікована російською в працях конференції (у Вільнюсі), залишилася непоміченою. В останні роки вона розвивала паралелі з абстрактною теорією функцій вибору в дусі Айзермана — Малишевського .
Наприкінці 1970-х років Бондарєва спільно зі своїми ученицями Т. Є. Кулаковською і Н. І. Наумовою зробила «мозковий штурм» проблеми існування розв'язку за фон Нейманом—Моргенштерном у кооперативних іграх з трансферабельною корисністю (можливість неіснування була вже відома до цього моменту). Вони, зокрема, довели існування розв'язку в будь-якій грі чотирьох осіб.

## Про неї
- Гордон Л. А. Дом. — СПб. : Товарищество журнала «Нева», 1992. — 240 с. — 295 екз. — ISBN 5-87516-010-1.
- In memoriam Olga Bondareva (1937—1991) // Games and Economic Behavior. — 1992. — Т. 4, № 2. — С. 318—324.
- Rosenmüller J. Obituary and Kulakovskaja T. E., Naumova N. I. Olga Nikolajevna Bondareva. 1937—1991 // International Journal of Game Theory. — 1992. — Vol. 20, No. 4. — pp. 309–312.
- Кукушкин Н. С., Меньшикова О. Р., Меньшиков И. С. Ольга Николаевна Бондарева (некролог) // Журнал вычислительной математики и математической физики. — 1992. — Т. 32, № 6. — С. 989—990. (в pdf-файле есть фотография) [Архівовано 10 березня 2016 у Wayback Machine.]
- Wooders M. Bondareva, Olga (1937—1991) // The New Palgrave Dictionary of Economics. Second Edition. Eds. Steven N. Durlauf and Lawrence E. Blume. — Palgrave Macmillan, 2008. ел.версія